# 托雷贝尔维奇诺
托雷贝尔维奇诺（義大利語：Torrebelvicino），是意大利威尼托大区维琴察省的一个市镇。总面积21平方公里，人口6047人，人口密度288.0人/平方公里（2009年）。国家统计（ISTAT）代码为024107。